# Флаг Владивостока

Гюйс и крепостной флаг Военно-морского флота, ошибочно называвшийся флагом Владивостока

Флаг Владивосто́кского городского округа Приморского края Российской Федерации — опознавательно-правовой знак, служащий официальным символом муниципального образования.
Флаг утверждён 12 сентября 2012 года и подлежит внесению в Государственный геральдический регистр Российской Федерации.

## Описание
«В основе флага Владивостокского городского округа лежит гюйс Военно-морского флота Российской Федерации, флаг Владивостокской крепости.
Флаг представляет собой прямоугольное горизонтальное красное полотнище с двумя диагональными полосами синего цвета, образующими наклонный крест, диагональные синие полосы обрамлены каймой белого цвета. Соотношение ширины к длине флага 2:3. В центре флага помещено изображение герба Владивостокского городского округа. Соотношение высоты герба к ширине флага 1:4. Соотношение площади герба к площади флага 1:26,5».
До принятия решения думы города Владивостока от 5 февраля 2016 года, герб на флаге Владивостокского городского округа изображался с дополнительными элементами статуса и городской символики.

## Обоснование символики
Красное поле — знак любви владивостокцев к своему городу, их мужества и храбрости, соответствует статусу Владивостока как города воинской славы.
Белый цвет — символ чистоты, совершенства, мира и взаимопонимания.
Красное поле и белая кайма соответствует цвету герба: червлёные глаза и язык тигра, белая (серебряная) скала.
Синий цвет — это символ чести, благородства, духовности, возвышенных устремлений и отражение морского положения города Владивостока, расположенного на полуострове города-порта.

## История
29 августа 2012 года депутатами Думы города Владивостока принят флаг и обновлённый герб Владивостока. В разработке флага города приняли участие горожане. Самым популярным стал вариант флага, в основе которого лежит гюйс Военно-морского флота России (он же флаг Владивостокской крепости), с изображением исторического герба Владивостока в центре полотнища.
До этого времени Владивосток не имел официально утверждённого флага. Однако флагом Владивостока иногда ошибочно считался гюйс и крепостной флаг Военно-морского флота Российской империи и Российской Федерации.
Этот флаг действительно был поднят 30 августа 1889 года над крепостью Владивосток. Он же поднимался в день празднования 110-летия города. Но к официальной символике города он не имеет никакого отношения. Дело в том, что этот флаг был предписан для всех морских крепостей в Российской империи.